# 坪井善明 (陸軍軍人)
坪井 善明（つぼい よしあき、1881年（明治14年）3月27日 - 1955年（昭和30年）6月17日）は、大日本帝国陸軍軍人。最終階級は陸軍少将。功四級。

## 経歴・人物
東京府出身。1902年（明治35年）陸軍士官学校第14期卒業。
1926年（大正15年）3月に麻布連隊区司令部部員、1927年（昭和2年）7月に陸軍歩兵大佐・陸軍士官学校附、1928年（昭和3年）12月に麻布連隊区司令官を経て、1930年（昭和5年）12月に歩兵第30連隊長（第2師団、歩兵第15旅団）に任官。満州事変に出動した。
その後、1932年（昭和7年）8月8日に陸軍少将に進級と同時に待命、同月30日に予備役に編入した。
1947年（昭和22年）11月28日、公職追放仮指定を受けた。

## 栄典
勲章等
- 1940年（昭和15年）8月15日 - 紀元二千六百年祝典記念章[4]